# 大卵叶虎刺
大卵叶虎刺（学名：Damnacanthus major）为茜草科虎刺属下的一个种。

## 扩展阅读
- 維基物種上的相關：大卵叶虎刺